# Lucy Berthet

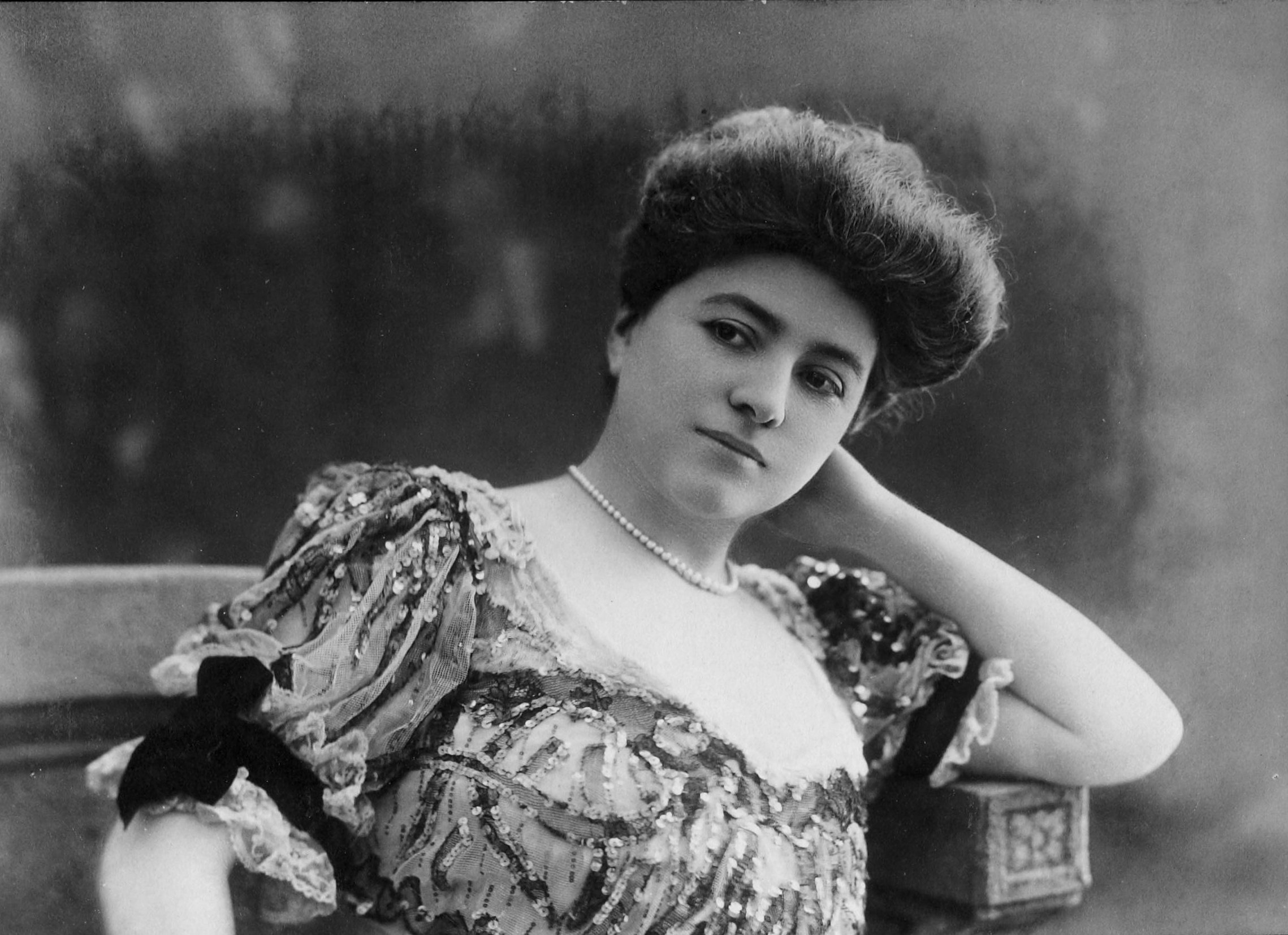
Porträt Lucy Berthet -
Fotografie von Jean Reutlinger, vor 1900

Lucy Berthet, eigentlich Lucie Adeline Marie Bertrand (geboren am 13. Mai 1866 in Dinant; gestorben am 25. April 1941 in Paris) war eine belgische Opernsängerin (Sopran). Sie trat überwiegend an der Pariser Oper auf.

## Leben
Lucie Adeline Marie Bertrand kam 1866 im belgischen Dinant zur Welt. Später trat sie mit dem Künstlernamen Lucy Berthet auf. Sie erhielt ihre musikalische Ausbildung zur Sängerin am Conservatoire de Paris, wo der Opernsänger Edmond Duvernoy zu ihren Lehrern gehörte. 1892 gewann sie am Konservatorium den Premier Prix d’Opéra (Erster Preis für Operngesang) und debütierte an der Pariser Oper am 25. September desselben Jahres in der Rolle der Ophélie in der Oper Hamlet von Ambroise Thomas. Es folgten weitere Rollen wie 1892 die Juliette in Roméo et Juliette von Charles Gounod und die Gilda in Rigoletto von Giuseppe Verdi. Danach war sie 1893 als Elsa von Brabant in Lohengrin von Richard Wagner, als Ortlinde in der französischen Fassung von Wagners Die Walküre und in der Titelrolle der Oper Gwendoline von Emmanuel Chabrier zu sehen. 1894 trat sie als Marguerite in Faust von Charles Gounod und als Thaïs in der gleichnamigen Oper von Jules Massenet auf. Es folgten 1895 die Héléna in der Oper La montagne noire von Augusta Holmès, 1896 die Zerline in Don Giovanni von Wolfgang Amadeus Mozart, 1897 die Marguerite de Valois in Die Hugenotten von Giacomo Meyerbeer und die Hélène in Messidor von Alfred Bruneau. Zu ihren letzten Rollen gehörte 1899 die Briséïs in Briséïs ou les Amants de Corinthe von Emmanuel Chabrier.
Lucy Berthet war mehrere Jahre mit dem Bankier, Kunstsammler und Opernliebhaber Isaac de Camondo liiert. Aus dieser Beziehung stammen zwei von de Camondo als leibliche Kinder anerkannte Söhne, die jedoch den Nachnamen Bertrand trugen. Die beiden Söhne waren der Schriftsteller Jean Bertrand (1902–1980) und der Schauspieler Paul Bertrand (1903–1978). Öffentliche Auftritte von Lucy Berthet sind seit der Geburt der Kinder nicht belegt. Am 15. April 1919 heiratete sie den Offizier Louis Michel Aloïsi. Über ihr weiteres Leben gibt es keine gesicherten Informationen.

## Einzelbelege
1. ↑  Sterbeurkunde des 17. Arrondissements von Paris, Eintrag Nr. 711 aus 1941.

| Personendaten    | Personendaten                                   |
| ---------------- | ----------------------------------------------- |
| NAME             | Berthet, Lucy                                   |
| ALTERNATIVNAMEN  | Bertrand, Lucie Adeline Marie (wirklicher Name) |
| KURZBESCHREIBUNG | belgische Opernsängerin (Sopran)                |
| GEBURTSDATUM     | 13. Mai 1866                                    |
| GEBURTSORT       | Dinant                                          |
| STERBEDATUM      | 25. April 1941                                  |
| STERBEORT        | Paris                                           |